# Opacita
Opacita je schopnost pohlcovat záření, nejčastěji světlo, neproniknutelnost; také číslo, charakterizující neprůhlednost resp. průhlednost těles.

## Různé použití pojmu
Používá se i v opisu, jako neprůhlednost obrázku. Opacita bývá odstupňována (někdy i očíslována), od částečné až po úplnou neprůhlednost. Mnohdy se nejedná jen o obrázky, pojem je používán i pro označení průhlednosti atmosféry (zhoršuje se např. prachovou bouří). Lékaři pojem používají i pro označení prostupnosti těla rentgenovými paprsky či jiným druhem záření. Opacita je též kvantitativní vyjádření kouřivosti motoru pomocí optické hustoty emisí motoru.

## Opora v normě
Opacitou v souvislosti se stanovením neprůsvitnosti papíru na papírové podložce se zabývá ČSN 50 0309, což je čtyřstránková Česká státní norma uvedená pod katalogovým číslem 04325.
Měření opacity výfukových plynů je pro některá vozidla povinnou součástí STK. Přípustné hodnoty opacity, parametry opacimetru a způsob měření stanoví příslušné normy.